# ريتشارد دافي
ريتشارد دافي (بالإنجليزية: Richard Davy)‏ هو لاعب كرة قدم جامايكي، ولد في 3 مايو 1953.